# Айчи
А̀йчи (на японски: 愛知県, по английската Система на Хепбърн Aichi-ken, Айчи-кен) е една от 47-те префектури на Япония, разположена е в централната част на страната на най-големия японски остров. Айчи е с население от 7 341 000 жители (4-та по население към 27 април 2007 г.) и има обща площ от 5153,81 км² (28-а по площ). Град Нагоя е административният център на префектурата. В Айчи има 35 града.